# James Cecil, 6. Earl of Salisbury
James Cecil, 6. Earl of Salisbury (* 20. Oktober 1713; † 19. September 1780) war ein britischer Peer und Politiker.

## Leben
Cecil war der älteste Sohn von James Cecil, 5. Earl of Salisbury und seiner Frau Lady Anne Cecil, Tochter von Thomas Tufton, 6. Earl of Thanet. Ausgebildet wurde er an der Westminster School. Beim Tod seines Vaters erbte er 1728 dessen Adelstitel als 6. Earl of Salisbury sowie dessen umfangreiche Besitzungen einschließlich des Familiensitzes Hatfield House in Hertfordshire. Von 1735 bis 1780 hatte er das Amt des High Steward von Hertford inne. Zeitweise war er auch Gouverneur des Foundling Hospital in London.
Am 28. März 1745 heiratete er Elizabeth Keet († 1776), Tochter des Edward Keet aus Canterbury. Elizabeth soll Barbierin und Fremdenführerin gewesen sein und war die Schwester des Gemeindepfarrers von Hatfield, Rev. John Keet. Mit ihr hatte er zwei Töchter, Lady Anne Cecil (1746–1813) und Lady Bennet Cecil (1747–1769), die beide unverheiratet starben, sowie einen Sohn, James Cecil (1748–1823), der ihn 1780 als 7. Earl of Salisbury beerbte und der 1789 zum Marquess of Salisbury erhoben wurde. Nach wenigen Jahren trennte er sich von seiner Frau und lebte die verbleibenden dreißig Jahre zurückgezogen auf seinem Landsitz Quickswood bei Clothall in Hertfordshire mit seiner aus Baldock in Hertfordshire stammenden Geliebten Mary Grave († 1789). Mit ihr hatte er sieben uneheliche Kinder, darunter der spätere Gemeindepfarrer von Hatfield und Clothall, Rev. James Cecil Grave. Als Cecil 1780 starb, erhielt Mary Grave laut Testament 50.000 £ sowie Schmuck, Silber und Möbel, welche aus dem Familiensitz Hatfield House stammten. Darüber hinaus erhielten seine Kinder aus der Beziehung 43.000 £. Sein ehelicher Sohn und Titelerbe, der 7. Earl, focht das Testament erfolglos an und ließ Quickswood um 1790 abreißen.